# Sremska Rača
Sremska Rača (izvirno srbsko Сремска Рача, hrvaško Srijemska Rača, madžarsko Racsa) je naselje v Srbiji, ki upravno spada pod Občino Sremska Mitrovica; slednja pa je del Sremskega upravnega okraja.

## Demografija
V naselju živi 587 polnoletnih prebivalcev, pri čemer je njihova povprečna starost 38,2 let (36,2 pri moških in 40,1 pri ženskah). Naselje ima 286 gospodinjstev, pri čemer je povprečno število članov na gospodinjstvo 2,70.
To naselje je, glede na rezultate popisa iz leta 2002, večinoma srbsko, a v času zadnjih treh popisov je opazno zmanjšanje števila prebivalcev.
|  |

| Demografija | Demografija     | Demografija     |
| Leto        | Št. prebivalcev | Št. prebivalcev |
| ----------- | --------------- | --------------- |
|             |                 |                 |
|             |                 |                 |
|             |                 |                 |
|             |                 |                 |
| 1948        | 547             |                 |
| 1953        | 749             |                 |
| 1961        | 1001            |                 |
| 1971        | 1043            |                 |
| 1981        | 942             |                 |
| 1991        | 777             | 767             |
| 2002        | 800             | 773             |
|             |                 |                 |

| Etnična sestava po popisu iz leta 2002 | Etnična sestava po popisu iz leta 2002 | Etnična sestava po popisu iz leta 2002 | Etnična sestava po popisu iz leta 2002 | Etnična sestava po popisu iz leta 2002 |
| -------------------------------------- | -------------------------------------- | -------------------------------------- | -------------------------------------- | -------------------------------------- |
| Srbi                                   | Srbi                                   |                                        | 742                                    | 95,98%                                 |
| Hrvati                                 | Hrvati                                 |                                        | 5                                      | 0,64%                                  |
| Ukrajinci                              | Ukrajinci                              |                                        | 2                                      | 0,25%                                  |
| Slovaki                                | Slovaki                                |                                        | 2                                      | 0,25%                                  |
| Madžari                                | Madžari                                |                                        | 2                                      | 0,25%                                  |
| Makedonci                              | Makedonci                              |                                        | 2                                      | 0,25%                                  |
| Romuni                                 | Romuni                                 |                                        | 1                                      | 0,12%                                  |
| Neznano                                | Neznano                                |                                        | 16                                     | 2,06%                                  |